# Odrodzenie (hebdomadaire)
Odrodzenie (1944-1950) est le premier hebdomadaire culturel publié au grand jour en Pologne après la Seconde Guerre mondiale. 
Odrodzenie a été créé en 1944 à Lublin. Sa rédaction a ensuite été transférée à Cracovie (1945-1947), puis à Varsovie (1947-1950). Le magazine appuyait la politique culturelle du pouvoir communiste.
Le comité de rédaction était composé notamment de :
- Karol Kuryluk (pl), plus tard ministre des beaux-arts et de la culture de Józef Cyrankiewicz
- Jerzy Borejsza (pl)

Ont écrit dans ses colonnes notamment : 
- Jerzy Andrzejewski
- Tadeusz Borowski
- Kazimierz Brandys
- Bohdan Czeszko (pl)
- Stanisław Dygat (pl)
- Konstanty Ildefons Gałczyński
- Zygmunt Kałużyński (pl)
- Jan Kott
- Leon Kruczkowski
- Juliusz Kleiner (pl)
- Maria Kuncewiczowa
- Edmund Osmańczyk (pl)
- Jan Parandowski (pl)
- Julian Przyboś (pl)
- Michał Rusinek (pl)
- Ewa Szelburg-Zarembina (pl)
- Adam Ważyk (pl)
- Wojciech Żukrowski (pl)

Le titre, qui a exercé une certaine influence sur les milieux intellectuels, a cessé en paraître en 1950 après fusion avec Kuźnica (pl) (1945-1950), qui a donné naissance à Nowa Kultura (pl), devenu après 1963 Przegląd Kulturalny (pl).